# Voineasa (Olt)
Pour les articles homonymes, voir Voineasa.
Voineasa est une commune du județ d'Olt en Roumanie.